# Plöckenpass
Der Plöckenpass (italienisch Passo di Monte Croce Carnico) ist ein Pass am Karnischen Hauptkamm auf einer Höhe von 1357 m ü. A.. Der Plöckenpass verbindet Kötschach-Mauthen in Kärnten mit Paluzza im Friaul. 

## Lage und Umgebung
Neben dem Nassfeld ist der Plöckenpass mit 1357 m ü. A. die einzige ausgebaute Straßenverbindung über die Karnischen Alpen. Auf einer Strecke von 29 Kilometern verbindet er die Ortschaften Kötschach-Mauthen in Österreich und Paluzza in Italien miteinander. Westlich der Passhöhe liegt der Frischenkofel (italienisch: Cellon) (2241 m ü. A.), östlich der Kleine Pal (Pal Piccolo) (1867 m ü. A.). Beide Berge sind Teil des Freilichtmuseums am Plöckenpass, das die Befestigungsanlagen aus dem Gebirgskrieg 1915–1918 veranschaulicht. Im Talort Kötschach-Mauthen befindet sich das Museum 1915–1918, das ebenfalls vom Verein der Dolomitenfreunde betrieben wird.
In der Nähe liegt die Hohe Warte (2780 m ü. A.), die höchste Erhebung der Karnischen Alpen.
Der Karnische Höhenweg führt beim Plöckenhaus (1244 m ü. A.) über die Plöckenpass Straße.

### Soldatenfriedhöfe
Auf österreichischer Seite befinden sich zehn Soldatenfriedhöfe, auf denen Gefallene der Kämpfe um den Plöckenpass beerdigt sind. Der Soldatenfriedhof am ehemaligen Barackenlager Kreuztratte liegt direkt an der Plöckenpass Straße. In der Nähe des Plöckenhauses befindet sich eine Gedächtniskapelle mit einem Beinhaus. Weitere sieben Soldatenfriedhöfe liegen im Angerbachtal verstreut, bis zu dreieinhalb Kilometer östlich des Plöckenhauses. Zwei dieser Soldatenfriedhöfe wurden mehrmals von Lawinen zerstört und deshalb durch eine Kapelle bzw. ein Mahnmal ersetzt. In Mauthen befindet sich ein Soldatenfriedhof, auf dem 775 Kriegstote des Ersten Weltkriegs aus Gemeinden des Gailtales ruhen.
Auf italienischer Seite wurde in den 1930er Jahren eine Kirche am Ortsanfang von Timau in ein Beinhaus umgewandelt. Dort befinden sich die sterblichen Überreste von 1764 italienischen und 65 österreichisch-ungarischen Soldaten.

## Geschichte
Der Name Plöckenpass ist noch ein recht junger Name, im Mittelalter nannte man ihn noch „Monte Crucis“, zu deutsch Kreuzberg, einen Namen, den er noch heute im italienischen als „Monte Croce Carnico“ führt.
Funde, die man in Gurina nördlich des Plöcken machte, zeigten, dass der Übergang zumindest ab der Eisenzeit begangen wurde, wahrscheinlich war er aber schon seit der Bronzezeit bekannt. Als die Römer den Plöcken zu nutzen begannen, konnten sie auf die alten Saumwege zurückgreifen, bevor sie diese erweiterten oder gänzlich neu trassierten.
Eigentlich besteht der Plöckenpassweg aus zwei Pässen, nachdem man auf seiner Reise von Süden her den Plöckenpass überschritten hat und im oberen Gailtal angekommen ist, muss man sogleich wieder einen Anstieg über den 981 m hohen Gailbergsattel in Kauf nehmen, wenn man weiter nach Norden, zu den großen Pässen der Hohen Tauern will.

### Die Römerzeit
So haben beide Pässe schon seit langem eine gemeinsame Geschichte, die noch in Zeiten zurückführt, in denen die Römer noch nicht ihre Straße über beide Pässe erbaut hatten. Es war dies der westliche Ast der Via Julia Augusta, die damit eine direkte Verbindung vom östlichsten Venetien nach Rätien und nach Noricum herstellte. Der östliche Ast der Straße führte über den Saifnitzer Sattel, er stellte zwar einen gewissen Umweg dar gegenüber der Plöckenstraße, war aber besser ausgebaut. Erbaut wurde sie von den Legionen des Tiberius, kurz nach der Zeitenwende und benannt wurde sie nach der Tochter des Augustus. In einer Felsinschrift aus dem Jahre 373 heißt es am Plöckenpass über die teilweise nur 1,5 m breite Straße: „Nur einem Wagen und einem Maultiergespann gestatten die schroffen Felswände dort den Übergang zu erzwingen“. Weitere Felsinschriften dieser Zeit berichten, dass die beiden Kaiser Valentinian I. und Valens in der Spätantike gefährliche Stellen entschärfen und beschädigte instand setzen ließen. In Zuglio, an der Südrampe des Plöcken, findet man an der Kirche zwei Ehreninschriften eingemauert, welche auch keltischen Stämmen und Orten des heutigen Osttirols und Venetien gewidmet waren. Eine Inschrift soll gar von einem Ausbau des Plöckenpasses zu Caesars Zeiten berichtet haben, sie wurde aber durch einen Felssturz vom Polinik zerstört.

### Das Mittelalter
Auch nach dem Ende der römischen Herrschaft wurde die Straße über den Plöckenpass weiter genutzt. Sie wird im 6. Jahrhundert als eine stark frequentierte und gut begehbare Straße erwähnt. Da es in den vorangegangenen zwei Jahrhunderten am Plöcken sicherlich zu keinen Straßenbaumaßnahmen kam, zeigt dies wieder, wie robust Römerstraßen konstruiert waren. Selbst nach Jahrhunderten ohne jegliche Instandhaltungstätigkeiten war die Passstraße benutzbar geblieben.
So wurde der Plöckenpass das gesamte Mittelalter wohl überaus rege genutzt, besonders, als ab dem hohen Mittelalter der überregionale Handel wieder zunahm. Damit stieg auch der Verkehr am Plöckenpass wieder an. Die Grafschaft Görz, die davon stark profitierte, stellte für die Reisenden Geleitzüge zusammen. So wird bereits für das Jahr 1300 ein „gelaitum ex ista parte Montis Crucis“ erwähnt.
Bis Ende des 19. Jahrhunderts war der Plöckenpass allenfalls von zweirädrigen Karren passierbar, erst dann verbreiterte man die alte Straße so weit, dass sie auch mit Gespannen und größeren Wagen befahren werden konnte.

### Seit dem Ersten Weltkrieg

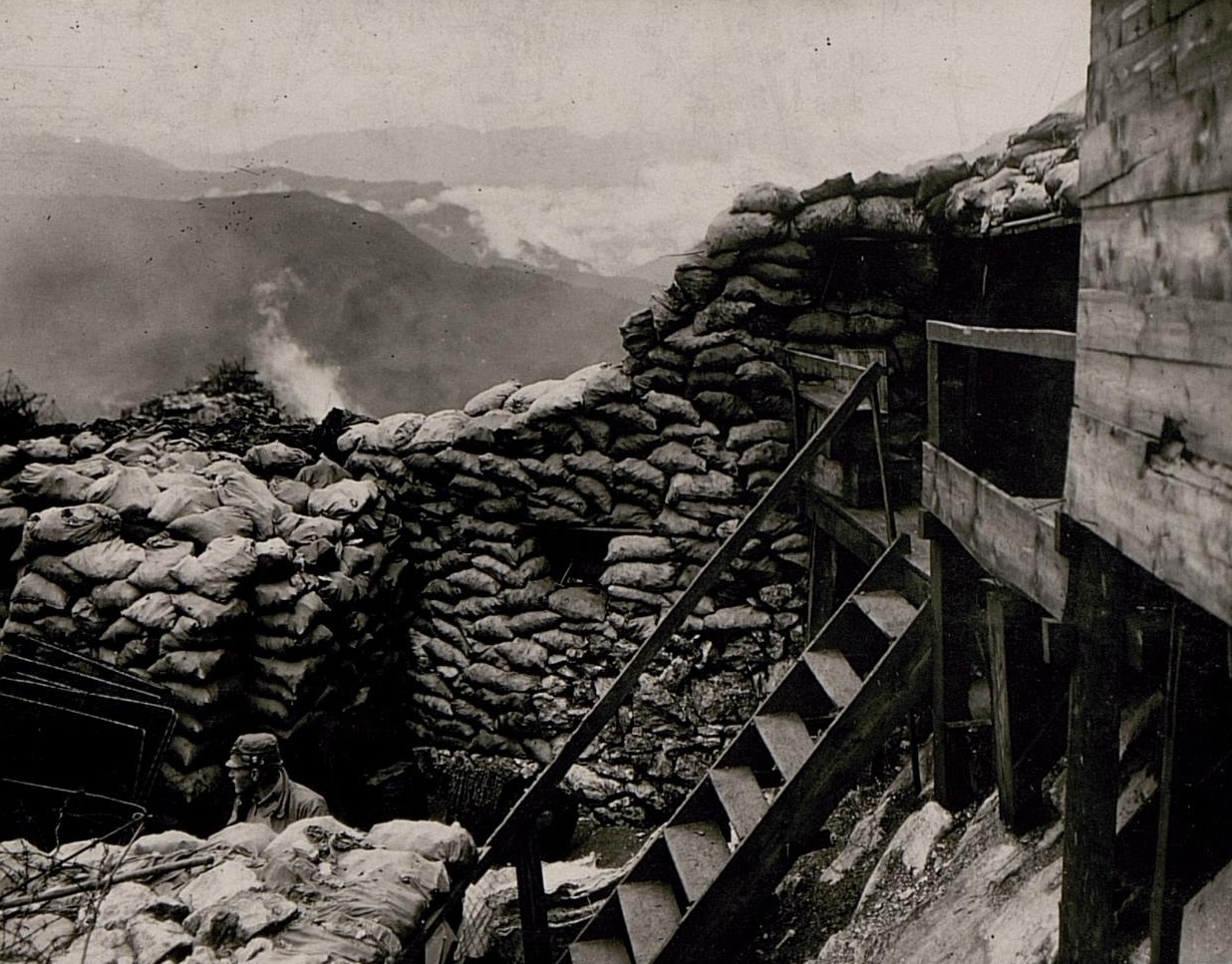
Schützengräben am Kleinen Pal

Im Ersten Weltkrieg wurde der Plöckenpass zum Kriegsschauplatz an der österreichisch-italienischen Front (Gebirgskrieg 1915–1918). Der Gebirgskamm der Karnischen Alpen erhebt sich hier flankierend wie ein Sperrriegel; entsprechend groß war die taktisch-operative Bedeutung für das Militär beider Seiten. Kärntner Eliteeinheiten führten hier erbitterte Abwehrkämpfe gegen die italienischen Alpini. Diese versuchten, wie schon vor ihnen im Jahre 1809 die Franzosen, in das Gailtal vorzudringen, im Gegensatz zu den Franzosen aber ohne Erfolg. Den Italienern gelang es nur vereinzelt, unbedeutende Gipfel und Pässe zumindest zeitweilig zu besetzen – darunter den Wolayer Pass oder den Wolayer Seekopf. Wie in anderen Frontabschnitten in den Alpen gruben sich die Soldaten ein, und es kam zum Stellungskrieg. Zwei Drittel der gefallenen Soldaten starben durch direkte Feindeinwirkung, ein Drittel starb durch Lawinen. Diese wurden oft durch gezielten Beschuss der gegnerischen Seite ausgelöst. Beide Seiten begannen, ihre Stellungen immer weiter auszubauen und massiv zu befestigen. Zahlreiche Bunkeranlagen, Stollen und Patrouillenwege aus dieser Zeit sind noch heute sichtbar. Aus den Tälern her wurden zahlreiche Zugangswege und Seilbahnen zu den Frontstellungen angelegt, um diese kontinuierlich mit Nachschub versorgen zu können. Heute gibt es am östlich gelegenen Kleinen Pal ein Freilichtmuseum, welches das Schlachtfeld mit all seinen Bauwerken erschließt und an die Kämpfe erinnert. Die konservierten und teilweise restaurierten Überreste der Befestigungsanlagen und Bunker können besichtigt werden, wie auch die Soldatenfriedhöfe am Plöcken. Der Verein der Dolomitenfreunde kümmert sich seit 1983 um die Erhaltung dieser Kriegsrelikte. Das Museum ist eine Station des Friedensweges (Le vie della pace).
Durch die heftigen Kämpfe am Plöckenpass war selbiger nach dem Krieg für lange Zeit unpassierbar. Nachdem 1926 mit ersten Ausbauarbeiten begonnen wurde, war ab 1938 die italienische Passrampe wieder hergestellt und zum Teil neu gebaut. Die österreichische Seite wurde später fertiggestellt.

### Erdrutsch 2023

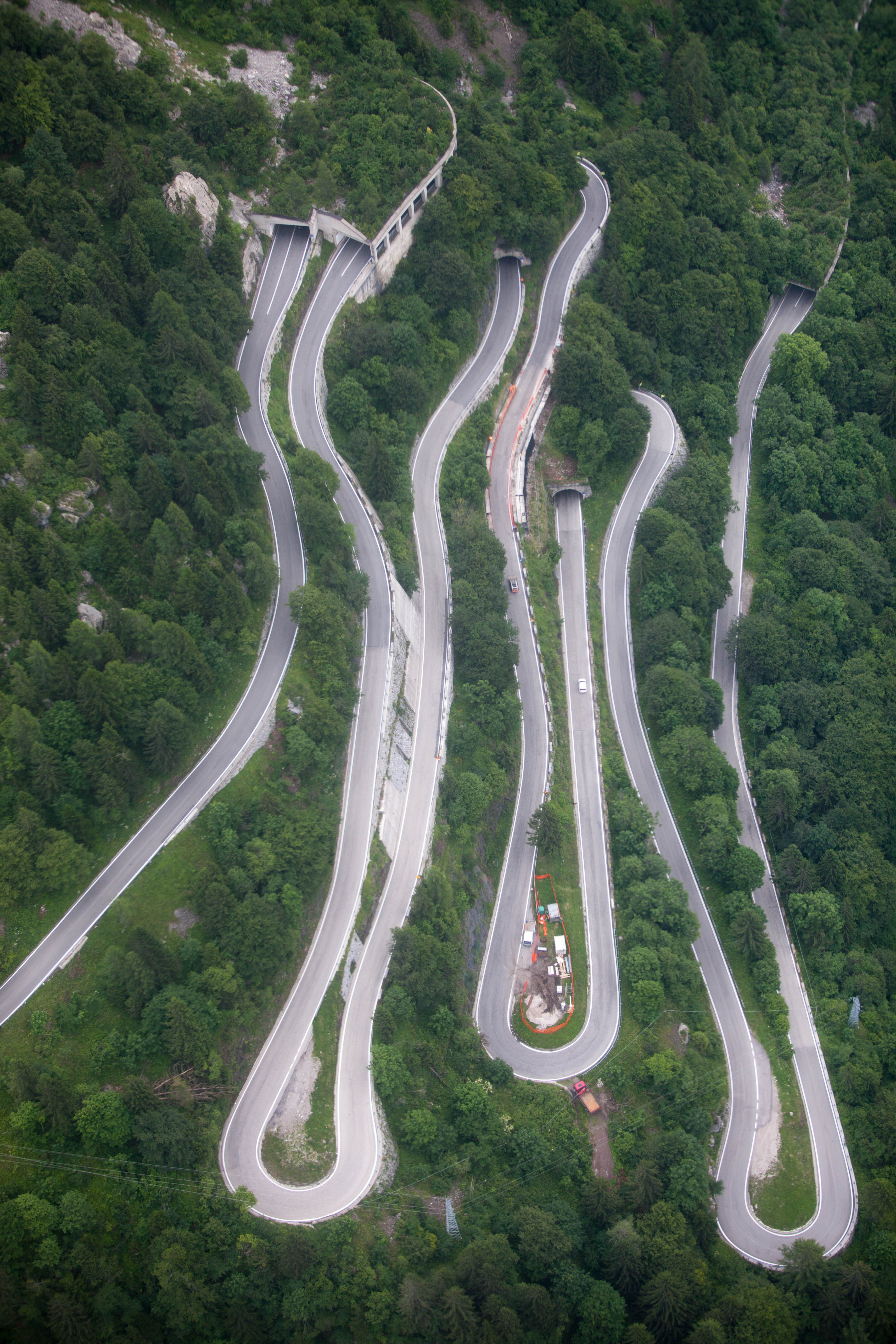
Südrampe auf der italienischen Seite (2015)

Am 2. Dezember 2023 musste der Grenzübergang nach einem massiven Erdrutsch auf italienischer Seite gesperrt werden. Die beteiligten Stellen konnten sich bis Ende Januar 2024 nicht auf eine Lösung verständigen. Die Option mit einem Tunnel schien wegen der hohen Kosten, die je nach Lösung auf 250 oder 700 Millionen Euro geschätzt wurden, nicht realisierbar zu sein. Anfang Februar 2024 verkündete die Regionalrätin für Infrastruktur, dass der Plöckenpass noch im selben Jahr wieder für den Verkehr freigegeben werden solle. Nach einer Genehmigungsphase wurden loses Gestein entfernt, der Steinschlagschutz verbessert, beschädigte Tunnel und die Fahrbahn wiederhergestellt. Eine temporäre Ausweichstrecke, um den Plöckenpass während der Baumaßnahmen passierbar zu machen, wurde nicht eingerichtet. Mitte Mai 2024 begannen die Arbeiten zur Wiederherstellung der Straße. Im ersten Abschnitt erfolgte die Räumung der liegengebliebenen und weiterer, gefährlicher Gesteinsmassen am Berg. Für Beseitigung von bis zu 40.000 Kubikmeter Material wurde auch Sprengstoff eingesetzt. Der Hang wurde dann mit Überwachungssystemen und Steinschlagbarrieren ausgestattet. Im zweiten Abschnitt der Arbeiten wurde die Straße repariert.
Im Zuge der Sperrung des Plöckenpasses wurde im September 2024 auf drei Teilstücken der Plöckenpass Straße die Fahrbahn erneuert. Auf den Plöckenpass entfielen der Abschnitt von km 18,2 bis km 22,1 (auf Höhe sog. Marmorbruch, in etwa zwischen Abzweigung Kreuzberg und der Brücke über den Valentinbach beim Soldatenfriedhof) und der Abschnitt km 23,5 bis km 25,3 (in etwa ab Abzweigung Valentinalm bis zur Lawinengalerie nach dem Plöckenhaus).
Ursprünglich war geplant, die Straße bereits im Dezember 2024 wieder für den Verkehr freigeben zu können. Auch ein geplanter Öffnungstermin im Januar wurde verschoben, da wegen der niedrigen Temperaturen keine Asphaltierungsarbeiten durchgeführt werden konnten.
Am 25. Januar 2025 konnte die Straße nach über einem Jahr wieder eingeschränkt für den Verkehr freigegeben werden. Zunächst war die Straße an Wochenenden tagsüber mit einer abwechselnden Einbahnregelung (ähnlich wie am Staller Sattel) befahrbar. Anfang April 2025 wurde mit dem Aufbringen einer neuen Fahrbahndecke begonnen. Am 14. April 2025 wurde der Plöckenpass wieder für den Verkehr freigegeben. Tagsüber kann die Straße zwischen 6 und 21 Uhr wieder uneingeschränkt befahren werden. Nachts bleibt die Passstraße auf italienischer Seite geschlossen, es sollen weiterhin Arbeiten durchgeführt werden, vor allem am Steinschlagschutz und an den Lawinengalerien.

## Planungen für einen Straßentunnel
Spätestens seit der Fertigstellung des Felbertauerntunnels gibt es auch für den Plöckenpass Pläne für einen Ausbau oder einen Tunnel. Die Optionen sind ein 7,8 km langer Basistunnel mit einem Nordportal etwa 6 km östlich des Plöckenpasses, ein 3,5 km langer Scheiteltunnel oder wenigstens ein wintersicherer Ausbau. Der Basistunnel kommt aufgrund der Kosten und des zu erwartenden Verkehrsanstiegs nicht in Frage. Seit den 1980er Jahren gibt es Initiativen und Widerstände den Bau des Plöckentunnels betreffend. Der Erdrutsch im Dezember 2023 und die damit verbundene Komplettsperrung des Passes für über ein Jahr befeuerten wieder die Diskussionen über einen Umbau der Strecke, dabei wurden neben einem Scheiteltunnel auch ein Basistunnel sowie eine Verlegung der Trasse auf italienischer Seite als Option genannt.
Einen wichtigen Tunnel unter dem Plöckenpass gibt es schon seit längerem, er nimmt die TAL-Pipeline auf, welche von Triest nach Ingolstadt führt und damit für Deutschland den Weg von den Ölfeldern im Nahen Osten erheblich verkürzt.